# 1116 en santé et médecine
| Années de la santé et de la médecine : 1113 - 1114 - 1115 - 1116 - 1117 - 1118 - 1119    |
| Décennies de la santé et de la médecine : 1080 - 1090 - 1100 - 1110 - 1120 - 1130 - 1140 |

Cet article présente les faits marquants de l'année 1116 en santé et médecine.

## Fondations
- Fondation de l'hôpital Saint-Jean de Perpignan par Arnaud Gausfred, comte de Roussillon[1].
- Fondation à Cambrai, en Flandre, d'une léproserie placée sous l'invocation de saint Ladre et qui sera confiée, en 1572, aux  chanoinesses régulières de l'abbaye bénédictine de Saint-Lazare[2].
- L'hospice (hospicium) de voyageurs qui est à l'origine de l'actuelle commune de L'Hôpital-sous-Rochefort, en Forez, est mentionné pour la première fois dans une charte de Josserand, archevêque de Lyon, à l'occasion du transfert de l'établissement, ainsi que de son prieuré et de son église, à l'abbaye de la Chaise-Dieu[3],[4].
- Un hospice attesté en 1103 à Montay, au diocèse de Cambrai, et devenu léproserie, est érigé en abbaye Saint-Lazare par l'évêque Burchard[5],[6].
- À Fivizzano, en Toscane, un « hôpital San Lorenzo in alpibus [Saint-Laurent « des Alpes »] est cité parmi les dépendances de l'abbaye S. Apollonio di Canossa (it) dans une bulle du pape Pascal II[7] ».
- Un hôpital, fondé à Naples par les Marfisi pour le couvent di Basiliani, est mentionné dans une bulle du pape Pascal II[8].
- 1112-1116 : la confrérie des bourgeois d'Angers fonde la léproserie Saint-Lazare, sans doute réservée aux hommes, et destinée à recevoir dix à douze résidents[9].

## Publication
- En Chine, sous le règne de l'empereur Song Zhenzong, Kou Zongshi (fl. 1111-1117), fonctionnaire du service de santé, compile le Ben cao yan yi (« Développement de matière médicale[10] »).

## Naissance
- Entre 1112 et 1116 : Ibn al-Jawzi (mort en 1200 ou 1201), savant et polygraphe irakien, auteur d'ouvrages sur la médecine, dont le Manafi etthobb (« Utilités de la médecine[11] »).

## Décès
- 1115 ou 1116[12] : Yves (né vers 1040), évêque de Chartres, fondateur de nombreux établissements consacrés « au soin des pauvres et des malades […], promoteur du développement sans égal des institutions hospitalières durant tout le Moyen Âge[13] » et dont Clerval[14], « s'appuyant sur quelques passages de ses ouvrages, n'hésite pas à dire qu'il était médecin[15] », quoique des auteurs plus récents ne relèvent dans ses écrits que « des comparaisons médicales[16] ».